# 彭华 (1920年)
彭华，中华人民共和国政治人物、外交官，彭子冈之弟。
曾任中华人民共和国外交部新闻司司长，1977年，接替钱其琛担任中华人民共和国驻几内亚大使。1980年，由康晓接任。